# Träsket, Lemland
Träsket är en mosse i Lemlands kommun på Åland belägen cirka 2 kilometer sydost om kommunens administrativa centrum Söderby. Vattnet rinner från myrens sydvästra sida mot söder och mynnar ut i havet i Kuggholmsfjärden.
Träsket är sitt namn till trots en typisk flackmosse. Myrens centrala del är trädlös eller täckt av martallar. Randskogen består av blandskog.